# Attack Force
Attack Force (Fernsehtitel: Steven Seagal – Attack Force) ist ein US-amerikanischer Action-Thriller aus dem Jahr 2006, der nie in die Kinos kam und direkt als DVD veröffentlicht wurde. Die Hauptrolle des Marshall Lawson spielte Steven Seagal. Wegen einiger brutaler Szenen erhielt der Film keine Jugendfreigabe. In Deutschland wurde er ab dem 6. Februar 2007 vertrieben.

## Handlung
Nach einem blutigen Anschlag auf die Einheit von Marshall Lawson, bei dem dieser alle Männer verliert, will er die genaueren Umstände dieses Blutbades rekonstruieren. Dabei stößt er auf eine geheime Militäroperation namens CTX Majestic. Als seine Vorgesetzten davon erfahren, wollen sie ihn ausschalten, damit die Öffentlichkeit nichts davon erfährt. Jedem Widerstand zum Trotz macht Lawson weiter und gerät dabei in eine Intrige der Armee, von denen kriminelle schwarze Schafe eine Drogenorganisation finanzieren.

## Kritiken
„Althergebrachter Actionfilm, der weder seinem Hauptdarsteller noch dem Publikum sonderlichen Einsatz abverlangt.“